# Supercopa Argentina
Supercopa Argentina este competiția fotbalistică de supercupă din Argentina, disputată anual între campioana din Primera División Argentina și câștigătoarea Copa Argentina.

## Ediții
| An   | Câștigătoare    | Scor          | Finalistă    | Data        | Stadion   | Ref.        |
| ---- | --------------- | ------------- | ------------ | ----------- | --------- | ----------- |
| 2012 | Arsenal         | 0–0 (4–3 pen) | Boca Juniors | 7 Nov 2012  | Catamarca | [ 1 ] [ 2 ] |
| 2013 | Vélez Sarsfield | 1–0           | Arsenal      | 31 Jan 2014 | San Luis  | [ 3 ] [ 4 ] |
| 2014 | Huracán         | 1–0           | River Plate  | 25 Apr 2015 | San Juan  |             |
| 2015 | San Lorenzo     | 4–0           | Boca Juniors | 10 Feb 2016 | Córdoba   |             |
| 2016 | Lanús           | 3–0           | River Plate  | 4 Feb 2017  | La Plata  |             |